# Johann Nicolaus Bach
Johann Nicolaus Bach, o anche Johann Nikolaus Bach (Eisenach, 10 ottobre 1669 – Jena, 4 novembre 1753), è stato un organista e compositore tedesco.
Johann Nicolaus era il figlio maggiore di Johann Christoph Bach e il secondo cugino di Johann Sebastian Bach. Frequentò la scuola latina di Eisenach fino al 1689; in seguito studiò presso l'Università di Jena, dove poi diventò organista. Dopo aver soggiornato in Italia nel 1696, diventò organista presso la Stadtkirche e la Kollegiatkirche di Jena. Fu influenzato da Antonio Lotti. In seguito si arruolò nell'esercito danese. Poi tornò a Jena, dove rimase per tutto il resto della sua vita.